# 설트랄린
설트랄린(sertraline)은 선택적 세로토닌 재흡수 억제(SSRI)를 위한 항우울제이다. 거래 명목으로 졸로푸트(zoloft), 러스트랄(lustral)이라고도 부른다. 1983년 논문으로 최초로 소개되고 1991년에 미국 화이자사가 시장에 도입하여 미국 연방 식품 의약품국이 승인하였다. 설트랄린은 주로 외래의 성인 환자의 우울증뿐 아니라 성인 및 소아, 청소년의 강박 장애, 공황장애, 사회 공포증을 완화하는 적응증이 광범위한 항우울제이므로, 물질 및 용도 특허 만료 이후, 국내 업체인 명인제약의 '트라린정'이라는 제네릭 의약품으로 출시한 바 있다.
우울증을 위한 설트랄린의 효력은 더 오래된 삼환계 항우울제의 효력과 비슷하지만 부작용이 훨씬 덜하다. 더 새로운 항우울제와 다른 점은 더 섬세하며 거의 부작용에 제한된다는 점이다. 이 증거로써 몇 가지 종류의 우울증에 플루옥세틴보다 더 낫다는 것을 들 수 있다. 설트랄린은 공황 장애 치료에 매우 효과적이지만 강박성 장애에 적용할 경우 인지 행동 치료만큼 효과적이지 않다. 그러므로 강박 장애에는 설트랄린 뿐 아니라 인지치료를 병행하는 것이 가장 좋은 선택이다. 설트랄린은 또한 사회 공포증에 어느 정도의 개선을 이끌고 있다. 설트랄린은 PMDD(월경 전의 불쾌한 기분)의 증상을 줄여 주고 그에 따른 치료를 위해 간헐적으로 쓰일 수 있다.

## 사진첩

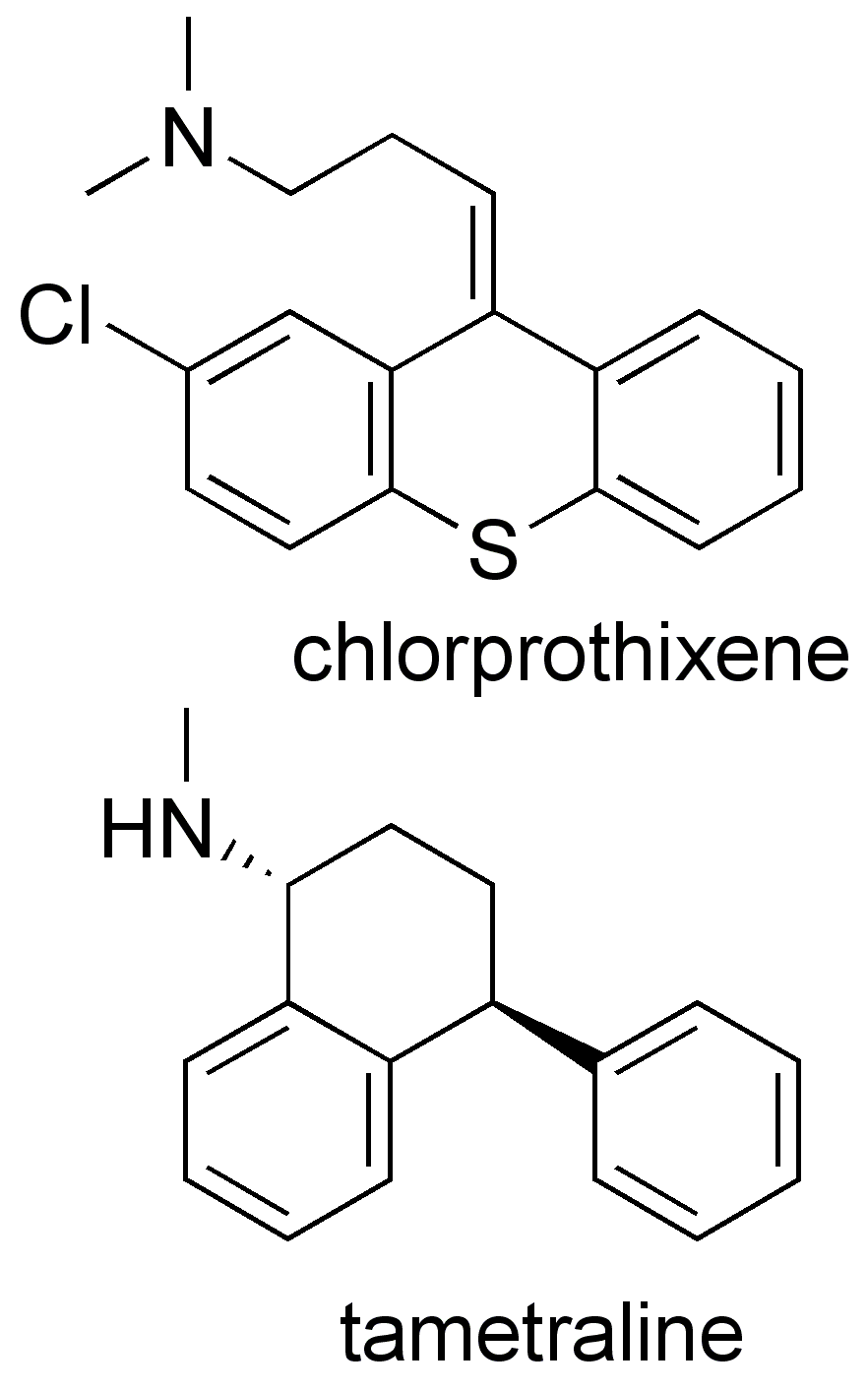
클로르프로티센과 타메트랄린의 골격 공식 그림
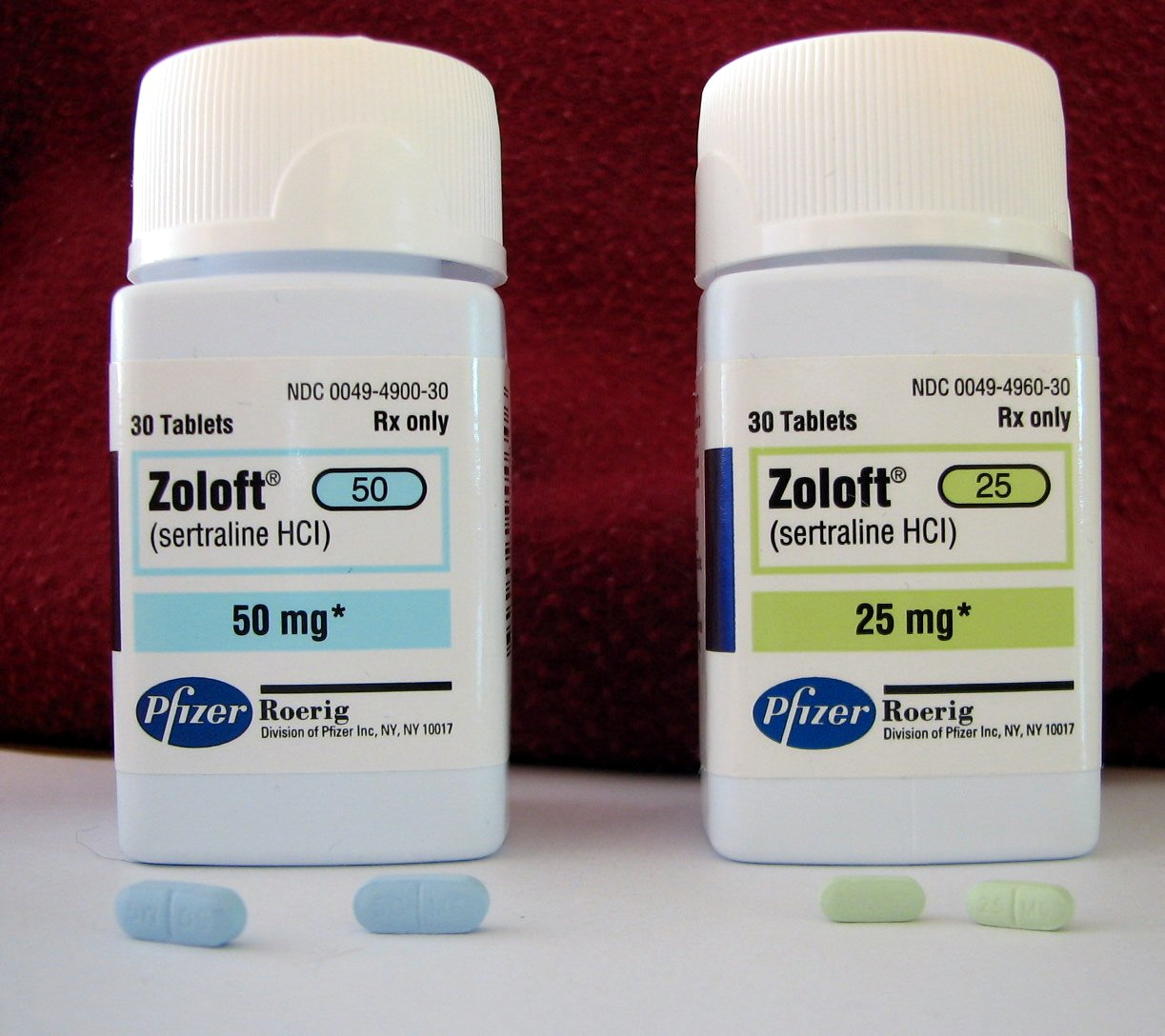
미국에서 팔리는 졸로프트 약병으로 50mg (파란색)과 25mg (녹색)의 알약으로 팔리고 있다.